# Конструктивна лінгвістика
Конструктивна лінгвістика — це підхід до вивчення мови, який акцентується на аналізі мовних конструкцій та їхніх взаємозв'язках. Цей підхід до лінгвістики розвивається з 1970-х років і має значний вплив на сучасне мовознавство. В рамках конструктивної лінгвістики вивчаються конструкції як основні одиниці мови, що використовуються для передачі смислу та організації мовлення.

### Основні принципи конструктивної лінгвістики
1. Конструктивна граматика: Конструктивна лінгвістика базується на концепції конструкції як основної одиниці аналізу мови. Конструкція розглядається як комбінація лексичних та граматичних елементів, яка має свої унікальні властивості та синтаксичні обмеження. Цей підхід дозволяє краще розуміти, як мова функціонує та які принципи лежать в основі мовленнєвої комунікації.
2. Конструктивний варіативізм: Конструктивна лінгвістика визнає, що мова є варіативною і залежить від контексту використання. Варіативізм включає аналіз різних варіантів конструкцій, що використовуються в мовленні, а також вивчення їхніх семантичних та синтаксичних відтінків.
3. Структура та значення: Конструктивна лінгвістика підкреслює взаємозв'язок між структурою конструкцій та їхнім значенням. Вивчення мовних конструкцій дозволяє краще розуміти семантичні нюанси та значення, що передаються мовою.
4. Використання корпусних досліджень: Конструктивна лінгвістика активно використовує корпусні дослідження для аналізу вживання конструкцій у реальних мовних контекстах. Це дозволяє отримати емпіричні дані та підтвердити аналітичні припущення.

#### Застосування конструктивної лінгвістики
Конструктивна лінгвістика має широкий спектр застосувань у мовознавстві та прикладних дисциплінах. Ось декілька прикладів:
1. Машинний переклад: Конструктивна лінгвістика допомагає розробити ефективні алгоритми для машинного перекладу, засновані на аналізі мовних конструкцій та їхніх перекладних еквівалентів.
2. Вивчення другої мови: Конструктивний підхід допомагає у покращенні методів вивчення другої мови, орієнтованих на основні конструкції, що використовуються в мовленні.
3. Психолінгвістика: Конструктивна лінгвістика сприяє дослідженню мовленнєвих процесів у людей, їхніх мовних стратегій та психологічних механізмів, що стоять за сприйняттям та продукцією мови.
4. Лінгвістична антропологія: Конструктивний підхід допомагає розкрити взаємозв'язки між мовою та культурою, досліджувати різноманітні конструкції в різних мовних спільнотах та їхні варіанти.  Конструктивна лінгвістика вносить вагомий внесок у розвиток сучасного мовознавства, забезпечуючи новий погляд на мову як систему мовних конструкцій. Її методи та принципи стають основою для вивчення мови у різних контекстах та розв'язання мовних проблем в сучасному світі.